# Carryduff
Carryduff (en gaèlic irlandès Ceathrú Aodha Dhuibh que vol dir fortalesa d'Hug el Negre) és una vila d'Irlanda del Nord, al comtat de Down, a la província de l'Ulster. Es troba a 10 kilòmetres al sud de Belfast.

## Demografia
Segons el cens de 2001 la població de Carryduff era de 6.595 habitants dels quals:
- 26,8% tene menys de 16 anys
- 14,1% tenien més de 63
- 56,9% són homes i el 52,1% són dones
- 43,95% són catòlics irlandesos
- 51,85% són protestants i d'altres creences.

## Història
Les referències més antigues de la població daten del 1623, quan el seu nom anglicitzat és escrit com a Carrow-Hugh-Duffe. L vila original era travessada per sis carreteres i un riu, i era el lloc d'un antic Rath. La carretera sud cap a Belfast (A24) surt d'un buit als turons de Castlereagh i es divideix a Carryduff, un ramal (A7) continua a Downpatrick (via Saintfield i Crossgar), l'altra ramal (A24) continua via Ballynahinch a Newcastle cap a Kilkeel. A més, la carretera cap a la península Ards, Newtownards i Comber (la B178) creua aquí en ruta cap a Hillsborough a l'oest. Totes sis carreteres creuen el riu Carryduff aquí (que flueix cap al nord per a unir-se al riu Lagan a Minnowburn).
Les bones connexions i la proximitat a Belfast van facilitar el seu desenvolupament econòmic en els 1960. Van néixer nombroses urbanitzacions (que s'empassaren Queen's Fort Rath), la construcció d'un centre comercial i d'una escola primària que porten a la construcció de la urbanització Killynure per la Northern Ireland Housing Executive. Durant la dècada de 1980 va continuar l'expansió, i Carryduff esdevindrà una ciutat satèl·lit i dormitori de Belfast. L'evolució va continuar en la dècada de 1990.